# 飛竜山
飛竜山（飛龍山、ひりゅうさん）は、埼玉県秩父市と山梨県北都留郡丹波山村との県境にある標高2,077mの山。標高は2,077 m（三角点は2069.17m）である。山梨百名山の一つ。

## 名称
飛竜権現が祀られているから飛竜山と呼ぶのだという。また、大洞川（荒川の支流）の源頭の山なので、埼玉県（秩父）側では大洞山（おおぼらやま）とも呼ばれている。

## 周辺にある小屋
- 三条の湯
- 雲取山荘
- 将監小屋

## 隣接する山
- 雲取山
- 唐松尾山
- 前飛竜